# Manuel Semprún y Pombo
Manuel de Semprún y Pombo (Madrid, 11 de septiembre de 1868-Madrid, 30 de noviembre de 1929) fue un abogado y político español.

## Biografía
Manuel era hijo de José María de Semprún y Álvarez de Velasco, senador electo y vitalicio y vicecónsul de Portugal (además de consejero de la Compañía del Ferrocarril del Norte de España, Comendador de la Real y Distinguida Orden Española de Carlos III, Comendador de la Orden de Nuestra Señora de la Concepción de Villaviciosa y Caballero-Gran Cruz del Cristo de Portugal), y de Carmen Pombo Fernández de Bustamante, esta descendiente del Marqués de Bustamante y sobrina de Juan Pombo Conejo, I Marqués de Casa-Pombo (su padre Manuel Pombo Conejo era hermano del anterior); y prima, por tanto, de Arturo Pombo de Villameriel, II Marqués de Casa-Pombo, este hijo del anterior. Sus abuelos maternos fueron, por un lado, como ya se ha apuntado, Manuel Pombo Conejo (quien llegó a ocupar un escaño como diputado por la provincia de Palencia y a ser alcalde segundo de la citada ciudad) y, por otro, Melchora Fernández Bustamante. Sus abuelos paternos eran Lorenzo de Semprún Barona y Clotilde Álvarez de Velasco García.
Manuel falleció el 30 de noviembre de 1929 en Madrid, aunque se encuentra enterrado en el panteón familiar de la Familia Semprún ubicado en el Cementerio de El Carmen de Valladolid (calle principal), que fue mandado construir por su padre José María. A diferencia del nombre de sus padres, el de Manuel sí aparece en una de las lápidas de suelo ubicadas dentro del panteón. Que no aparezcan los nombres de sus padres se debe con toda probabilidad a las remodelaciones de las lápidas llevadas a cabo en los últimos años por los descendientes de Manuel (aunque, al menos, el fallecimiento de José María y su sepultura en el referido panteón sí consta, a diferencia de lo que ocurre con el caso de su mujer Carmen, en el Libro de Enterramientos del Cementerio de El Carmen).
Manuel de Semprún estudió Derecho en la Universidad Central y luego ejerció la abogacía en Valladolid, donde comenzó su carrera política ingresando en el Ayuntamiento como concejal republicano-progresista, pasó luego a militar en el Partido Liberal, siendo alcalde de dicha ciudad (1906-1907), a la que representó como diputado a Cortes en varias legislaturas. También fue senador electo del Reino por las provincias de Salamanca y Cádiz entre los años 1916 a 1923, así como gobernador civil de Zaragoza, Cádiz y Madrid durante la dictadura de Primo de Rivera. También fue alcalde de Madrid en el año 1927, teniendo como primer teniente de alcalde a Rafael Carlos Gordon Arístegui, Conde de Mirasol, quien le sucedió por breve tiempo. En mayo de 1927 fue nombrado presidente de la Unión de Municipios Españoles. En el Parlamento nacional formó parte de varias comisiones e intervino en importantes debates. Formó parte, por derecho propio, como alcalde de Madrid, de la Asamblea Nacional Consultiva creada bajo la dictadura de Primo de Rivera. También colaboró en distintas revistas profesionales y diarios políticos y, asimismo, escribió algunos folletos sobre subsistencias y obras públicas.
Contrajo matrimonio con Paulina Alzurena Dibildos (tuvieron los siguientes hijos: Mª del Carmen -casada con Hermenegildo Gutiérrez García de la Cruz-, Manuel -casado con Carmen Fernánez-Laza López-Díaz-, Josefa -casada con José Ramonet y López Lerdo-, José -no contrajo matrimonio-, Luisa -casada con Miguel Ganuza y del Riego- y Asunción -casada con Francisco de Girona y Ortuño-), hija de Juan Alzurena Iriarte (importante empresario vallisoletano y parlamentario, fue concejal del Ayuntamiento de Valladolid, diputado y diputado provincial, vicepresidente de la Diputación Provincial de Valladolid y presidente del Consejo de Administración de la Sociedad Electricista Castellana) y de Felicia Dibildos Harriet. Felicia, a su vez, era hija del matrimonio francés formado por el empresario Juan Dibildos Barhó y Paulina Harriet (dama proveniente del sur de Francia que donó los terrenos y financió los gastos para que los Hermanos de La Salle instalaran en Valladolid una escuela de su congregación religiosa, se trata del colegio Nuestra Señora de Lourdes de La Salle, fundado en 1884, hoy en día aún operativo). Paulina era hermana del religioso Maurice Harriet, quien elaboró un importante diccionario de euskera.
Su mujer Paulina Alzurena Dibildos tenía dos hermanas: María, casada con el político Álvaro Olea Pimentel (este era primo-hermano del diputado Julio Pimentel Alonso-Pesquera, hijo del diputado y senador Pedro Antonio Pimentel Arévalo y de Francisca Alonso-Pesquera del Barrio y González) y Felicia (quien recibió el nombre en un primer momento de Enriqueta, pero debido al hecho de que su madre Felicia murió de sobreparto en su nacimiento, luego recibió el nombre de Felicia), que casó con el abogado y también político Ángel Ruiz de Huidobro y García de los Ríos. Este era hijo de Felipe Ruiz de Huidobro y Huidobro, I Marqués de Huidobro. Ángel no ostentó el título nobiliario de su padre dado que lo hizo su hermano mayor Manuel, no obstante, al morir este le sucedió su sobrino Eduardo (hijo de Ángel y Felicia) como III Marqués de Huidobro.
Su nuera Carmen Fernández-Laza López-Díaz era hija del empresario vallisoletano Eladio Fernández Laza y de Carmen López-Díaz Ruiz de Villegas (ésta hija de Cándido López Díaz -Alcalde Mayor de la provincia de Tayabas y Jefe de la provincia de Nueva Écija, ambas provincias de las Islas Filipinas- y de Estanislada Ruiz de Villegas). Carmen Fernández-Laza López-Díaz era propietaria del Palacio de Ontaneda y del Palacio Ruiz de Villegas (Castillo Pedroso), ambos radicados en Cantabria, y de la Torre de Villaute, situada en Villaute, Burgos.
Mientras que Manuel de Semprún y Alzurena y su mujer Carmen Fernández-Laza López-Díaz se encuentran enterrados en el panteón de la Familia Muñoz-Ruiz de Villegas ubicado en el cementerio de Castillo Pedroso (Cantabria), los padres de Carmen (esto es, Eladio Fernández Laza y Carmen López-Díaz Ruiz de Villegas) se encuentran enterrados en el panteón de la Familia Fernández-Laza ubicado en el Cementerio de El Carmen de Valladolid. En dicho panteón se encuentra también enterrada Estanislada Ruiz de Villegas.
La reina Isabel II se alojó al menos en dos ocasiones (julio de 1885 y julio de 1886) en el Palacio de Ontaneda mientras era propiedad de Estanislada Ruiz de Villegas a fin de tomar las aguas del Balneario de Ontaneda (debido a su psoriasis). Así fue recogido en la prensa de la época (periódicos La Unión y La Época, respectivamente).
Su hermano José María (ingeniero agrónomo) ocupó también una relevante posición en la vida política del país, siendo también senador electo. Estaba casado con Irene Vaillant Uztáriz, hija de los marqueses de la Candelaria de Yarayabo y condes de Reparaz.
La hermana de ambos, Clotilde, casó con Cipriando Fernández de Angulo y de Cabarrús (iv conde de Cabarrús y ii vizconde de Rambouillet), cuya tía-segunda era la emperatriz Eugenia de Montijo (puesto que la madre de Cipriano y ésta eran primas-hermanas).
Otra de sus hermanas, Amparo de Semprún y Pombo, contrajo matrimonio con el político Antonio Jalón y Jalón, quien fue tanto diputado como senador electo por la provincia de Valladolid. Su hijo, José Jalón de Semprún, siguió los pasos de su padre, ocupando escaños como senador electo y diputado provincial.
Por su parte, Mª Luisa de Semprún y Pombo, otra de las hermanas, camarera mayor de la Virgen de San Lorenzo (Valladolid), se casó con el abogado y político (diputado a Cortes en varias legislaturas por Béjar y Talavera de la Reina, además de consejero de Agricultura, Industria y Comercio) José Luis Gallo y Díez de Bustamante, hermano de Clotilde Gallo y Díez de Bustamante (duquesa de Santa Elena por matrimonio con Alberto Enrique de Borbón y Castellví). No tuvieron descendencia, aunque Luisa adoptó en vida a su sobrino José de Semprún y Alzurena (a quien instituyó como heredero universal de sus bienes a su muerte). Luisa vivió hasta su muerte el 2 de mayo de 1950 en el palacete ubicado en el número 64 del Paseo de la Castellana, actualmente todavía en pie y en el que, tras su tras su venta al Estado por parte de sus sobrinos Semprún Alzurena el 11 de febrero de 1982 (quienes lo habían heredado de su hermano José quien, a su vez, como se ha indicado, lo había heredado de Luisa), hasta hace poco radicaba el Gabinete de Estudios de Seguridad Interior -GESI-, perteneciente al Ministerio del Interior. Este palacio ha sido denominado por algunos autores "Palacete de don Juan Moreno Benítez" y es obra del arquitecto Joaquín Saldaña.
Esto es, en el año 1950 heredó el referido palacete José de Semprún y Alzurena (sobrino de Mª Luisa e hijo del biografiado) y al morir este sin descendencia el 29 de junio de 1979 en Madrid, lo heredaron sus hermanos Luisa, Asunción, Josefa y Manuel, así como sus sobrinos Gutiérrez de Semprún (hijos de su difunta hermana Carmen de Semprún Alzurena -fallecida el 9 de febrero de 1934 en Valladolid- y de Hermenegildo Gutiérrez García de la Cruz). Estos últimos lo vendieron al Estado el 11 de febrero de 1982.
Al igual que su hermano Manuel, sus padres y su sobrino José de Semprún y Alzurena, Mª Luisa se encuentra enterrada en el panteón familiar de la Familia Semprún ubicado en el cementerio de El Carmen de Valladolid (calle principal). Del mismo modo que en el caso de sus padres, el nombre de Mª Luisa no aparece en las lápidas de suelo ubicadas dentro del panteón. Ello se debe seguramente a las remodelaciones de las lápidas llevadas a cabo en los últimos años por los descendientes de su hermano Manuel de Semprún y Pombo (aunque, al menos, el fallecimiento de Mª Luisa y su sepultura en el referido panteón sí consta, al igual que en el caso de su padre José María, en el Libro de Enterramientos del Cementerio de El Carmen).
Sin embargo, su marido José Luis Gallo se encuentra enterrado en el panteón de la Familia Gallo ubicado en la Sacramental de San Isidro (Madrid), junto con su hermana Clotilde y la madre de ambos (Manuela Díez de Bustamante). El panteón fue donado por Clotilde Gallo y Díez de Bustamante en el siglo XX a la Orden Hospitalaria de San Juan de Dios. Actualmente, recibe el nombre, por tanto, de panteón de la Familia Gallo-Orden Hospitalaria de San Juan de Dios.
Por otro lado, María de Semprún y Pombo estaba casada con el coronel de artillería Rafael de Vargas y de Oviedo. El pintor valenciano Emilio Sala Francés retrató a principios del siglo XX a María y Rafael. En concreto, el pintor, amigo del matrimonio, retrató por encargo a María y, después, como una atención a ésta, les regaló el retrato de Rafael. Con posterioridad, Carmen González Álvarez, viuda de uno de los hijos de María y Rafael (concretamente, viuda de Rafael de Vargas y de Semprún) legó, al fallecer, en 1947 ambos retratos al Museo de Arte Moderno, hoy desaparecido. A día de hoy, forman parte de los fondos del Museo del Prado.
Es importante destacar que el Museo del Prado comete ciertos errores (volcados en numerosas publicaciones durante años) al recoger en su página web en relación con el retrato de María (al que han llamado “Retrato de señora”, referencia del museo P07546) lo siguiente: “Probablemente la dama efigiada guarde alguna relación de parentesco con don José María Semprún, retratado también por Emilio Sala en torno a 1900 en un cuadro que se conserva en el Museo del Prado (P7582) y que es ligeramente más pequeño de tamaño.”
Es correcto que la “dama efigiada” guardaba relación con José María Semprún. Es más, como se ha indicado, María era hija de José María de Semprún y Álvarez de Velasco y, por tanto, era hermana de José María de Semprún y Pombo. Pero es del todo incorrecto que José María Semprún fuera retratado también por Emilio Sala en torno a 1900, sino que el retrato que el Museo del Prado cree que se corresponde con el de José María Semprún (al que se ha llamado precisamente “Retrato de José María Semprún”, referencia del museo P7582), no es tal, sino, como se ha indicado, el del marido de María, Rafael de Vargas y de Oviedo.
La confusión puede venir del hecho de que en la esquina superior izquierda del retrato de Rafael, Emilio Sala escribió lo siguiente a modo de dedicatoria: “a Dª María Semprún de Vargas, Su affmo amigo Emilio Sala”. Quizás se haya creído que la “Dª” era una “J” de “José”.
Su primo-hermano Florentino Pombo y Pombo, hijo del matrimonio entre primos-hermanos que unió a su tío carnal Pedro Pombo Fernández de Bustamante con una tía-segunda suya, Dolores Pombo de Villameriel, fue senador por la provincia de Palencia y diputado a Cortes. Florentino enlazó con María Teresa Romero-Robledo y Zulueta, hija del Ministro conservador Francisco Romero Robledo.
Su primo-segundo Millán Alonso y Pombo, II Marqués de Alonso-Pesquera, hijo de Teodosio Alonso-Pesquera del Barrio y González y de Everilda Pombo de Villameriel (prima-hermana de su madre), también fue diputado provincial durante la Restauración.
Su hijo Manuel de Semprún y Alzurena ocupó asimismo una importante posición en el panorama político español. En concreto, llegó a ser concejal del Ayuntamiento de Valladolid y militó activamente en las filas del partido Renovación Española (de origen vallisoletano), siendo jefe local del mismo, vicepresidente y ocupando la jefatura regional de Castilla la Vieja tras el levantamiento militar de 1936.
Su sobrino José María de Semprún Gurrea (hijo de su hermano Mariano de Semprún y Pombo y de Asunción Gurrea Muñoz) casó con Susana Maura Gamazo. Este matrimonio tuvo siete hijos, entre ellos, el ministro socialista de cultura Jorge Semprún Maura (por tanto, sobrino-nieto del biografiado).
Su nieto José Luis Gutiérrez de Semprún fue también alcalde de Valladolid entre los años 1957-1961. Este era hijo de Mª del Carmen de Semprún y Alzurena y de Hermenegildo Gutiérrez García de la Cruz.
Su hermano Lorenzo no contrajo matrimonio.
Fue condecorado en vida como caballero de la Gran Cruz de la Real Orden de Isabel la Católica (honor que le concedió S.M. Alfonso XIII mediante Real Decreto de fecha 20 de febrero de 1926) y gran oficial de la Legión de Honor de Francia (honor que, mediante decreto de 18 de marzo de 1927, le concedió el gobierno de la República francesa, a petición del embajador de Francia, por sus servicios prestados a la República durante su gestión al frente del gobierno civil de Madrid). En junio de 1927 fue nombrado socio de mérito de la Real Sociedad Económica Matritense de Amigos del País. Manuel de Semprún y Pombo contó con una calle en Madrid hasta el año 1951, en el que se le cambió el nombre por el actual: José Caballero Palacios.